# Ахмад Санджар
Ахмад Санджар (туркм. Muizz ad-Din Abu-l-Haris Ahmet Sanjar) — «Пронизуючий, атакуючий» (тюрк.) (1084/1086 — 8 травня 1157) — султан Сельджуцької імперії з 1118 по 1153 рік з династії Сельджукидів. Спочатку — султан Великого Хорасану, потім, після смерті Мухаммада I, успадкував території Сельджуцької імперії. Останній султан Великих Сельджуків.

## Життєпис
Санджар, останній представник гілки Великих Сельджуків, був одним з молодших синів Малік-шаха I від наложниці-рабині. Рання смерть Малік-шаха призвела до тривалої низки міжусобних воєн. Санджар брав участь у війнах за спадщину проти своїх трьох братів і дядька, а саме наступних правителів: Махмуд I, Баркіярук, Малік-шах II і Мухаммад I. З 1097 року Санджар став правителем більшої частини Перської імперії, а його столиця знаходилася в Нішапурі. Низка правителів повстала проти нього, що призвело до розколу Великої Сельджукської імперії. У 1118 році, після смерті останнього зі зведених братів Санджара, володіння Сельджуків були офіційно розділені.
Згідно Енно Франціусу, Санджар почав похід для знищення секти Аламутських асасинів. Однак по дорозі до їхніх укріплень Санджар, одного разу прокинувшись, виявив поруч з собою кинджал, яким була пришпилена записка з пропозицією миру. Вражений, Санджар послав послів до Хасана ібн Саббаха, і вони домовилися не втручатися в справи один одного.
У 1141 році Санджар вирушив у похід проти каракитаїв і зустрівся з ними біля Самарканда. Він зазнав тяжкої поразки від Елюй Даші і втік разом з усього п'ятнадцятьма своїми вершниками.
Туркмени-кочівники захопили Санджара в 1153 році і тримали в полоні до 1156 року, коли він зміг втекти. У наступному році Санджар помер від дизентерії і був похований у Мерві, де був зведений його мавзолей (зруйнований монголами при вторгненні в Хорезм). З його смертю Сельджуцька імперія остаточно розпалася.